# نوكيا E90 كوميونيكيتور

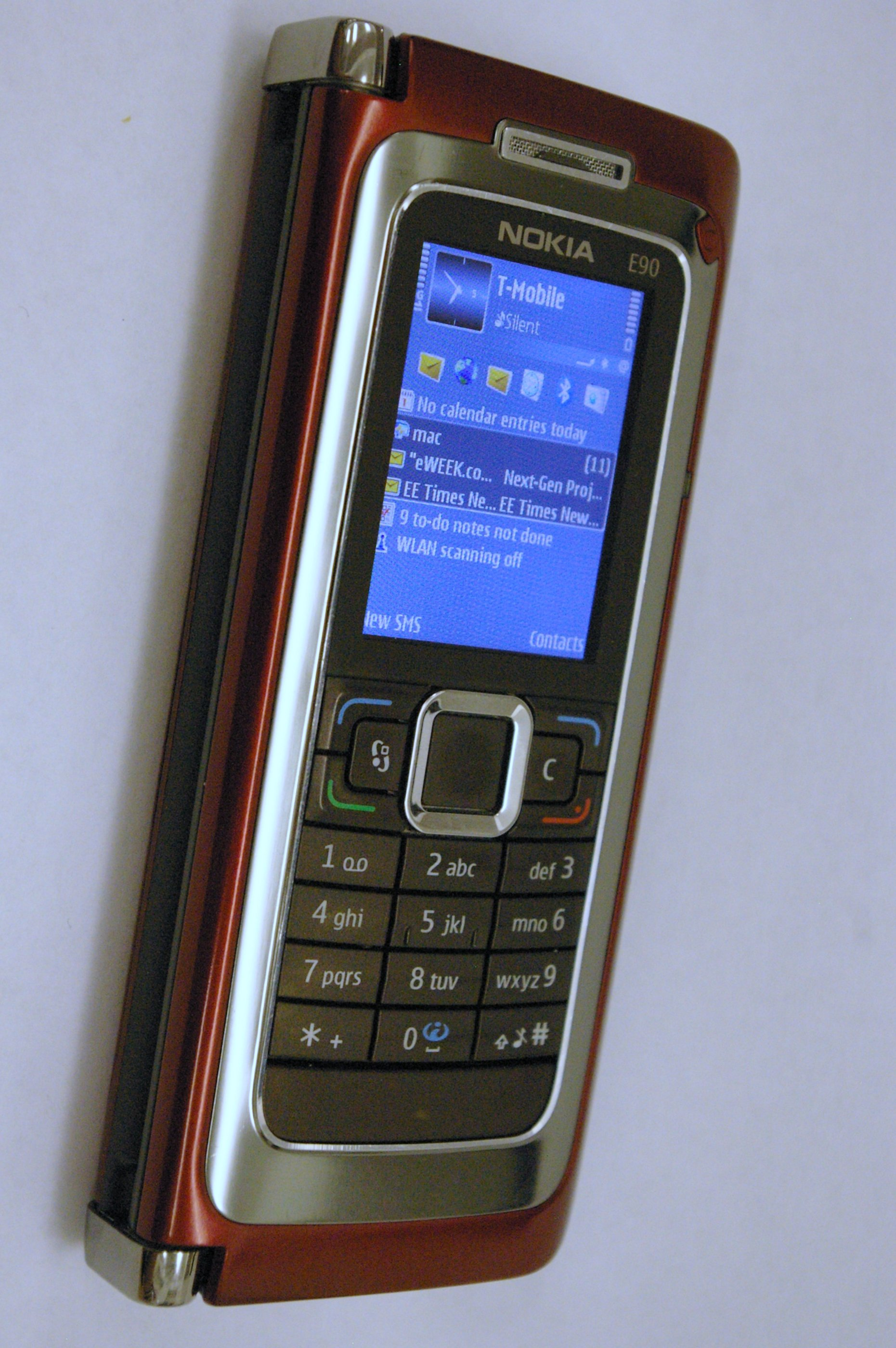
نوكيا E90 كوميونيكيتور

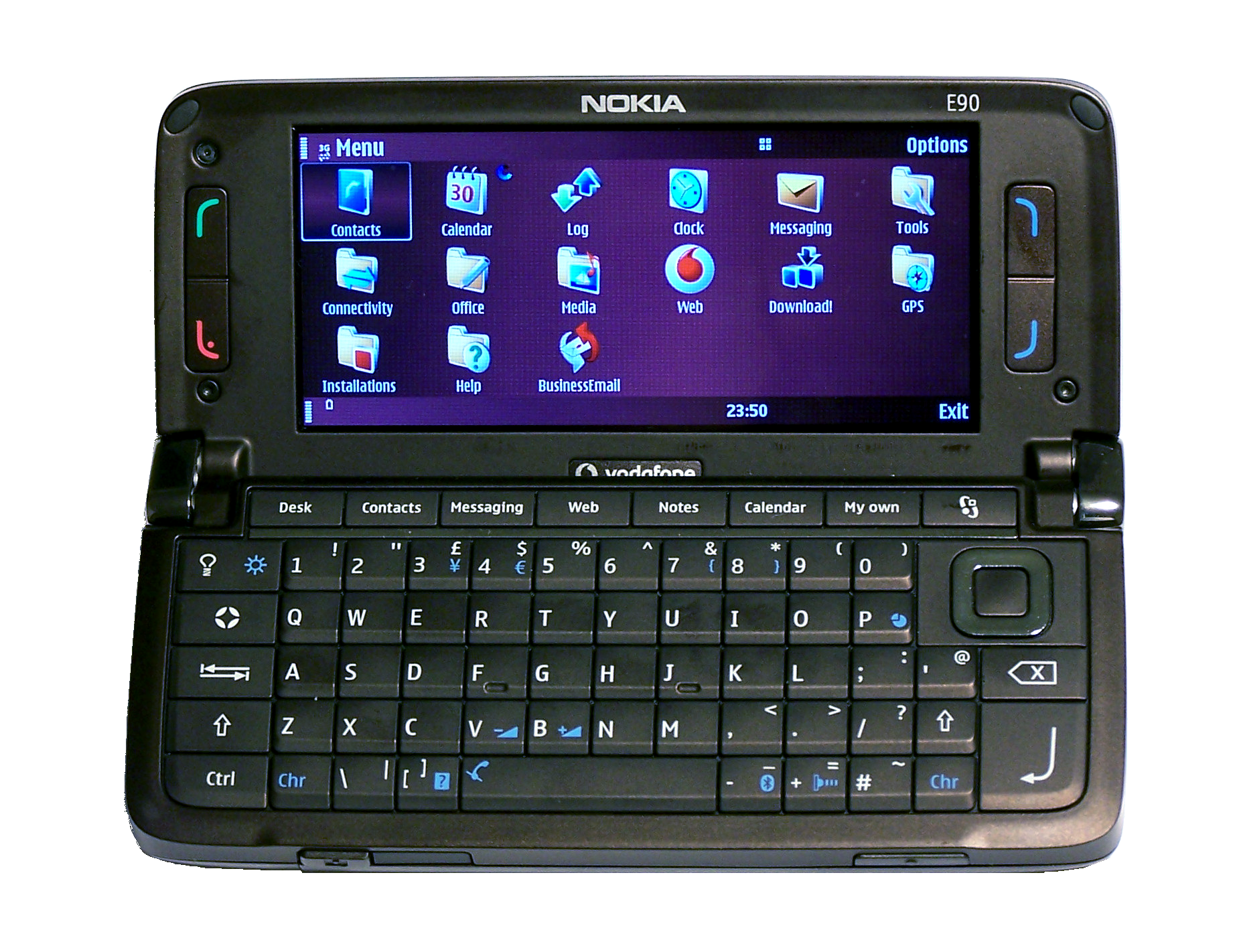
نوكيا E90 كوميونيكيتور

نوكيا E90 كوميونيكيتور هو أحد أجهزة نوكيا، شركة الهواتف والتقنية النقالة. يأتي هذا الجهاز مع شاشة نوعها 800 * 352 24-بت (16.7 مليون) لون. تم إصدار هذا الجهاز في 2007. تقنيته/تردده هي GSM/EDGE/3G. جيل الجهاز هو BB5.0. عامل الشكل (التصميم) للجهاز هو "صدفة المحار.